# Весёлое (Рубановская сельская община)
Весёлое (укр. Веселе) — село в Рубановской сельской общине Каховского района Херсонской области Украины. В 2022 году, во время вторжения России на Украину, село было захвачено. На данный момент находится под оккупацией ВС РФ.
Население по переписи 2001 года составляло 75 человек. Почтовый индекс — 74532. Телефонный код — 5543. Код КОАТУУ — 6521285502.

## Местный совет
74531, Херсонская обл., Великолепетихский р-н, с. Рубановка, ул. Советская, 4